# Französisch Buchholz

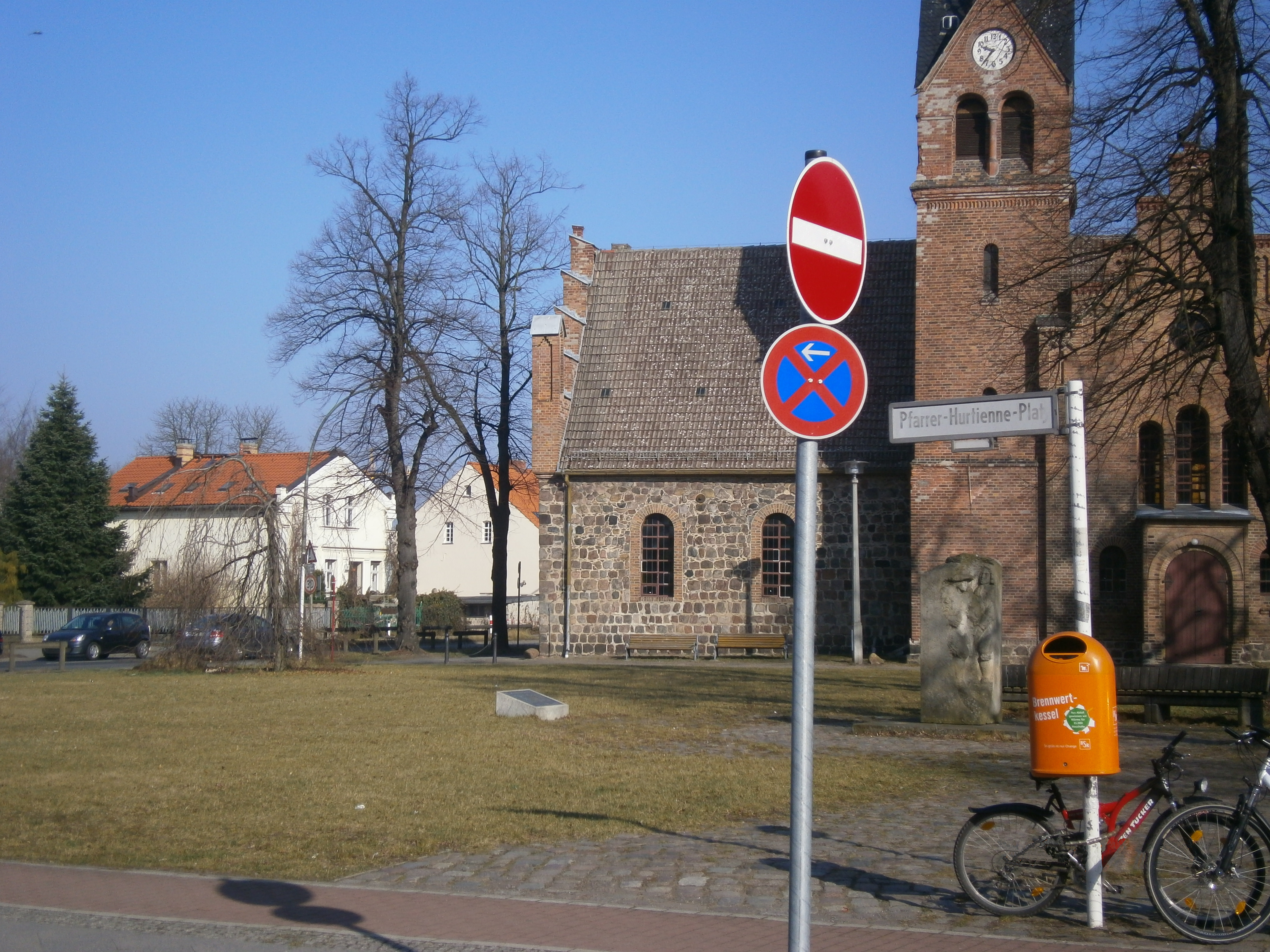
Pfarrer Hurtienne-Platz, med bykyrkan i bakgrunden.

Französisch Buchholz (Franska Buchholz) är en stadsdel i stadsdelsområdet Pankow i nordöstra Berlin. 
Buchholz omnämns första gången 1242 som Buckholtz och blev 1670 kurfursten Friedrich Wilhelms egendom. 1685 bildades här en fransk koloni av till Berlin flyktade hugenotter och från omkring 1750 började området kallas Französisch Buchholz. 1913 bytte man namn till Berlin-Buchholz då antifranska stämningar gjorde sig starka och först 1999 återtog man namnet Französisch Buchholz.